# Urbain (évêque de Llandaff)
Pour les articles homonymes, voir Urbain.
Urbain (Urban en anglais, Gwrgan en gallois) est un prélat mort en 1134. Il est évêque de Llandaff, au pays de Galles, de 1107 à sa mort.

## Biographie
Les origines d'Urbain sont incertaines. Il est aussi bien connu sous son nom anglais que sous son nom gallois, et sa famille comprend deux frères aux noms français et deux autres frères aux noms gallois. Après avoir servi d'archidiacre à l'évêque Herewald, il est sélectionné par le roi anglais Henri Ier pour lui succéder à la tête du diocèse couvrant le Sud-Est du pays de Galles, soit le Glamorgan et les régions environnantes. Sa consécration est effectuée par l'archevêque de Cantorbéry Anselme le 11 août 1107. C'est durant son épiscopat que ce diocèse commence à être appelé de manière systématique « diocèse de Llandaff ». Il entreprend la construction de la cathédrale de Llandaff dans la première moitié des années 1120.
Au cours de l'invasion normande du pays de Galles, les Normands s'emparent de plusieurs manoirs et églises qui relevaient auparavant de l'autorité épiscopale. Urbain s'efforce de défendre les droits de l'Église et de renforcer l'autorité de son diocèse face à ces empiètements. En 1126, il conclut un accord avec Robert, comte de Gloucester et seigneur de Glamorgan (en), concernant la délimitation de leurs droits et pouvoirs respectifs.
Urbain tente également d'étendre les limites de son autorité aux dépens des diocèses voisins de Hereford à l'est et de St David's à l'ouest. Pour ce faire, il s'adresse directement à la Curie romaine et plaide sa cause lors des différents conciles et synodes organisés en Angleterre. Il fait également compiler le Livre de Llandaff (en), un cartulaire dont les contenus sont retouchés ou forgés pour défendre les intérêts de son diocèse.
Urbain se rend en personne à Rome en 1128 et le pape Honorius II arbitre en sa faveur. Néanmoins, il n'obtient pas gain de cause, car l'année suivante, c'est au tour de l'évêque de St David's Bernard de se rendre à Rome. Ils sont tous deux convoqués au concile de Reims en 1131, mais Urbain, malade, est incapable de s'y rendre, contrairement à Bernard. La question des limites du diocèse de Llandaff est renvoyée devant une commission de délégués en Angleterre qui tranche en défaveur d'Urbain. Celui-ci décide de retourner à Rome en 1134, mais il meurt en chemin à une date inconnue avant le 9 octobre.
Urbain pourrait être le père de Nicholas ap Gwrgan, évêque de Llandaff de 1148 à 1183.